# Cladonia multiformis
Cladonia multiformis (G. Merr.), è una specie di lichene appartenente al genere Cladonia,  dell'ordine Lecanorales.
Il nome proprio deriva dal latino multiformis, che significa dal variabile aspetto, dalle molte forme, ad indicare varietà di presentazioni dell'aspetto esterno, che la rendono confondibile con altre specie.

## Caratteristiche fisiche
Viene spesso confusa con C. furcata per notevoli somiglianze morfologiche, chimiche ed ecologiche.
Il fotobionte è principalmente un'alga verde delle Trentepohlia.
All'esame cromatografico sono state rilevate tracce di acido fumarprotocetrarico.

## Habitat
Lichene terricolo rinvenuto sui bordi delle strade e dei sentieri umidi e su strati di terreno sottile costantemente umidificate.

## Località di ritrovamento
La specie è stata rinvenuta nelle seguenti località:
- USA (Alaska, Colorado, Idaho, Illinois, Indiana, Maine, Michigan, Minnesota, Montana, Nebraska, Nuovo Messico, New York, Rhode Island, Vermont, Virginia Occidentale, Washington, Wisconsin);

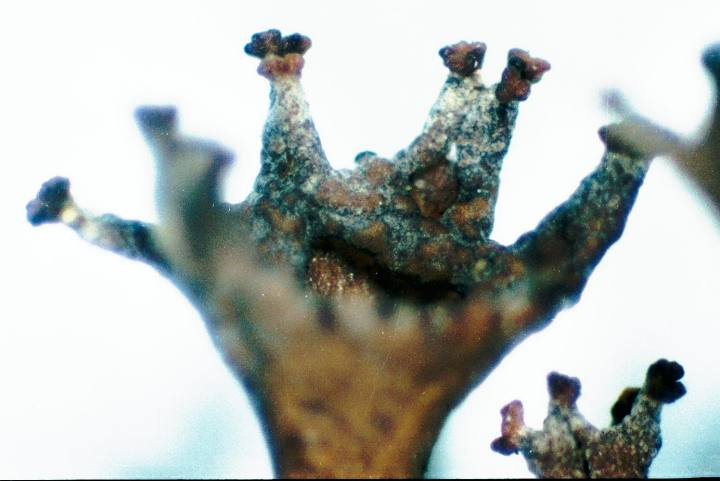
Cladonia multiformis, particolare dell'apotecio

- Canada (Alberta, Columbia Britannica, Manitoba, Nuovo Brunswick, Nuova Scozia, Ontario, Isola del Principe Edoardo, Québec, Saskatchewan, Yukon);

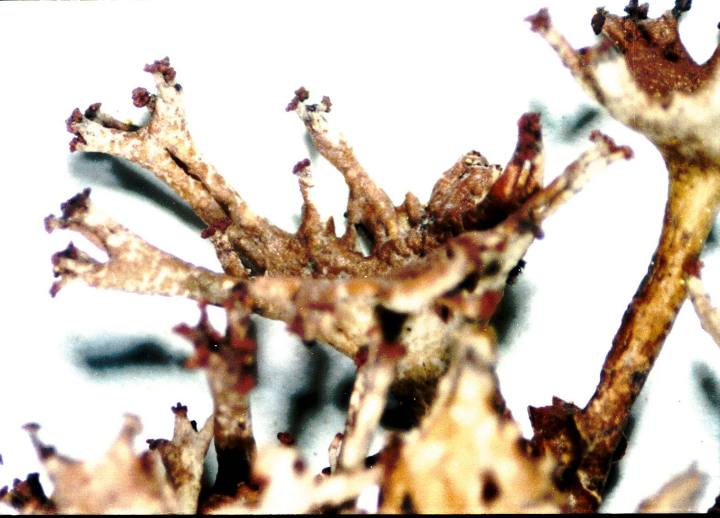
Cladonia multiformis, ramificazioni

- Giappone
- Sudafrica

## Tassonomia
Questa specie è attribuita alla sezione Ascyphiferae; a tutto il 2008 sono state identificate le seguenti forme, sottospecie e varietà:
- Cladonia multiformis f. multiformis G. Merr.
- Cladonia multiformis f. subascypha (Vain.) A. Evans.